# Metopia palliceps
Metopia palliceps är en tvåvingeart som först beskrevs av Jacques-Marie-Frangile Bigot 1881.  Metopia palliceps ingår i släktet Metopia och familjen köttflugor.
Artens utbredningsområde är Frankrike. Inga underarter finns listade i Catalogue of Life.